# Горноджумайска българска община
Горноджумайската българска община е гражданско-църковно сдружение на българите екзархисти, създадено в ΧΙΧ век в град Горна Джумая, тогава в Османската империя, днес Благоевград, България.

## История
Общината е основана в 1871 година при сливане на църковното и училищното настоятелство в града. В общинското ръководство, подобно на другите български възрожденски общини, влизат три групи хора – търговци и занаятчии, духовници и учители. Общината се грижи за училищното дело в града и околята и изгражда класно училище. При Временното руско управление от март 1878 до юни 1879 година общината подпомага изграждането на бълагарска административна и съдебна власт - които са създадени предимно от общински членове.
След като Горна Джумая остава в Османската империя по Берлинския договор, общината попада под ръководството на Мелнишката митрополия, с която е в постоянен сблъсък за утвърждаване на българското църковно и просветно дело. След освобождението на града на 15 октомври 1912 година по време на Балканската война, общината прекратява дейността си.
Видни нейни членове са Коте Чорбаджигошев, Димитър Измирлиев, Димитър Мициев, Георги Костадинов, Арсени Костенцев, Константин Босилков, Николай Гологанов, Константин Саев, Аврам Младенов.